# Folletto

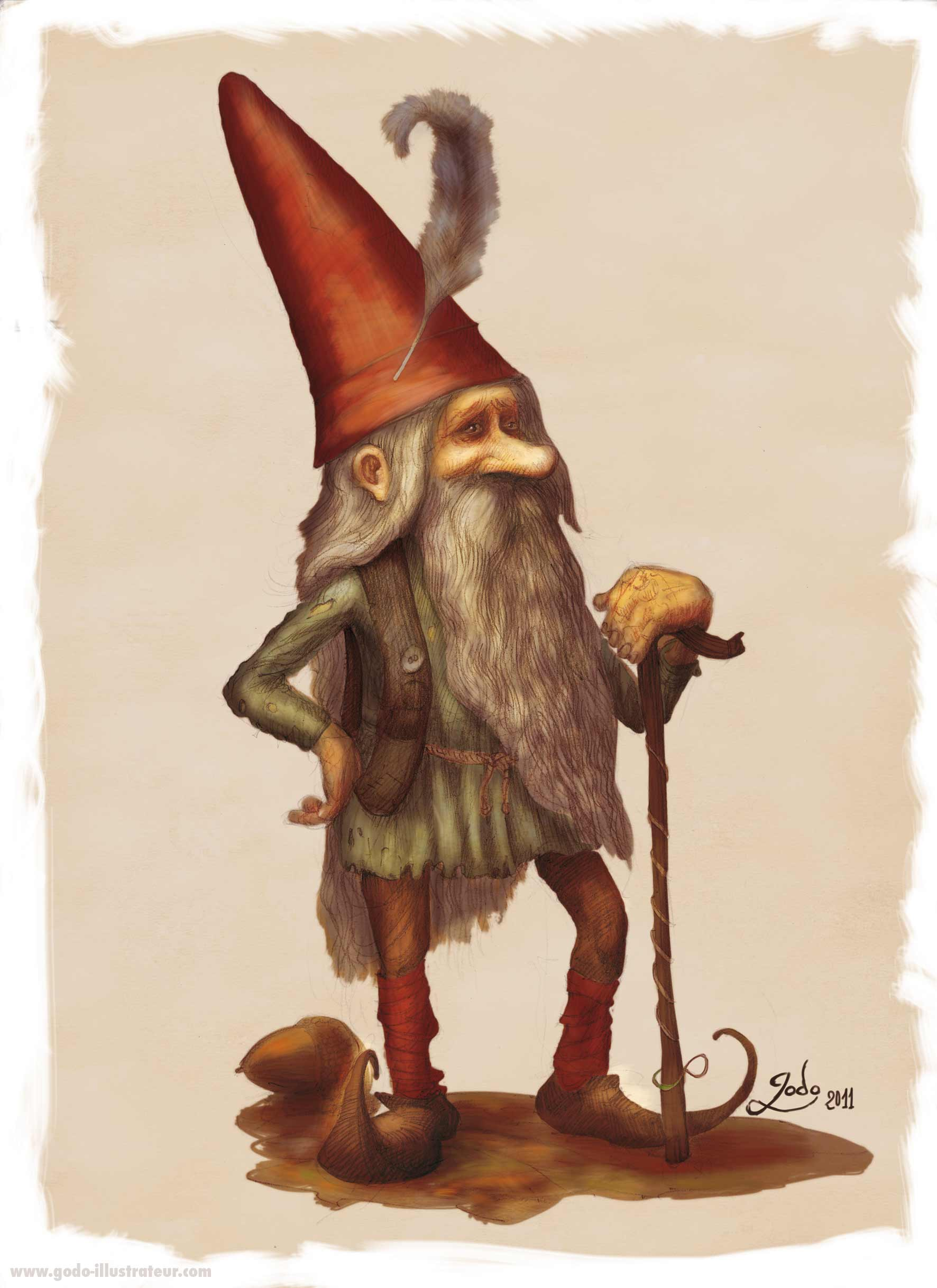
Ritratto di un folletto realizzato dal disegnatore professionista Godo.

Il folletto è una creatura immaginaria a carattere mitoscenico, tipico della tradizione popolare, raffigurato generalmente come un essere piccolo, burlone, agile e sfuggente, capace di volare o di rendersi invisibile.
La figura del folletto in ambito mediterraneo sembra aver avuto origine dai Lari, geni familiari della casa, mentre oltralpe riprende caratteristiche proprie dei nani nordici, 
dei coboldi germanici, dei brownie, dei puck e dei leprechaun celtici, dei domovoj russi e dei lutin francesi.
Rappresentato solitamente con un carattere allegro e scherzoso, abitante in tane nei boschi soprattutto di conifere o presso le case degli uomini, nei cortili e nei granai. Esce quasi sempre solo di notte per divertirsi a fare dispetti alle bestie delle stalle e a scompigliare i capelli delle belle donne, a disordinare gli utensili agricoli e gli oggetti delle case.

## Descrizione

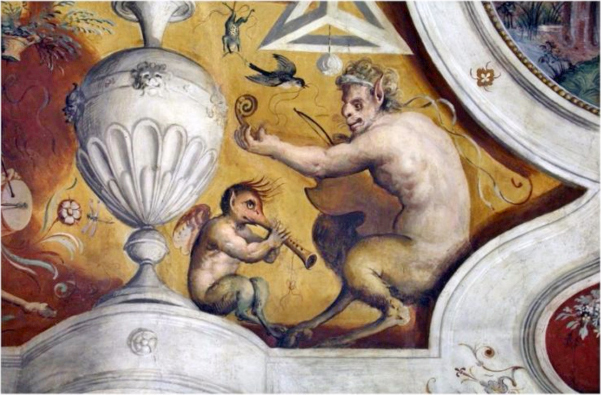
Folletto e satiro musicanti, dipinti da Johann Marten Stellaert e Gillis Congnet a Palazzo Giocosi (Terni, 1567)

Esistono differenze tra i folletti presentati in alcuni romanzi e quelli delle credenze popolari. La maggior parte delle testimonianze a loro riguardo provengono dalla Bretagna. Nonostante possano essere facilmente confusi con i nani della mitologia norrena, con i quali condividono la malizia e la suscettibilità, i folletti si distinguono per la maggiore ilarità e per il loro scherzare. Essi trascorrono gran parte del loro tempo divertendosi e correndo dietro i folletti femmina. Collin de Plancy cita a questo proposito un proverbio popolare della sua epoca:
là dove ci sono i folletti femmina e il buon vino,
è là che c'è l'ossessione del folletto.
In alcuni racconti si mostrano occasionalmente lavoratori e guerrieri. Alcuni scritti menzionano la loro forza straordinaria, come la favola tedesca del XIII secolo citata da Pietro Dubois, nella quale uno schretel combatte un orso. Altri scritti li descrivono come dei paladini nell'avventura, e ne fanno degli spadaccini formidabili, malgrado la loro ridotta statura.
È difficile stabilire i caratteri comuni del folletto in ragione del grande numero di ruoli che può ricoprire: legato tanto alla foresta, all'acqua, all'aria, alle dune o ai prati, protettori del focolare, dei bambini e degli animali, poi demoni notturni, ladri banditi, luridi insaziabili, è sopravvissuto attraverso racconti e scritti di folclore popolare, trasmessi per tradizione orale durante i secoli.
Il folletto è generalmente notturno, il mondo gli appartiene dopo le undici di sera fino a due ore dopo la mezzanotte, e si difende ferocemente contro gli ubriachi che lo insultano. Infine negli scritti il folletto muore generalmente per un incidente o a causa di veleno, e non è in ogni caso immortale. Claude Lecouteux ha affiancato un'associazione tra le credenze mortuarie, il piccolo popolo, l'acqua e i cavalli. Rappresenta anche la distinzione comoda anche se non rilevante fatta da più ricercatori tra i folletti terrestri e i folletti dell'acqua.

### Apparenza e abitudini

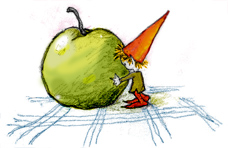
Aspetto tipico di un folletto: dimensioni ridotte, poulaine e cappello rosso appuntito.

In origine, i folletti non avevano una dimensione caratteristica. La loro prima descrizione è quella dell'inglese Gervasio di Tilbury, verso il 1210, il quale afferma che i "nuitons" hanno l'aspetto di vecchietti con la faccia ridente, sono vestiti di stracci cuciti insieme e sono alti mezzo pollice, vale a dire meno di 2 cm. I folletti, proprio come i nani, sono quasi sempre visti come "vecchi e piccoli", ma non sempre quanto quelli di Tilbury. Se le storie medievali non precisavano che avessero la barba, le testimonianze del XIX secolo e in particolare i valloni insistono su questo aspetto. Pierre Dubois dice che "niente è più complicato che descrivere un folletto", ma evoca una taglia "da un mezzo pollice a 30 cm", la presenza di capelli folti e di una barba "che cresce da 300 anni", vestiti di stracci verdi e bruni, di (poulaines) e con un cappello appuntito rosso o verde sulla testa.
Gli abiti del folletto hanno un'importanza particolare, un buon numero di storie riporta che sono vestiti di stracci e che offrir loro dei vestiti nuovi provochi la loro scomparsa. Claude Lecounteux ne cita una a Ibourg nel XIX secolo. Alcuni folletti si occupano del cavallo grigio di un paesano, un valletto li sorprende e rivela la loro presenza al proprietario dell'animale.
Questo per ringraziarli offre loro degli abiti ma i folletti non riapparirono mai più. Racconti simili riguardano i Brownies d'Irlanda e di Scozia. Il Brownie delle Highlands scozzesi batte il grano per dei fattori fino al giorno in cui, credendo così di ringraziarlo, questi ultimi gli offrono un cappello e un abito. Se ne andò con quei doni, aggiungendo che essi sono stati stupidi ad avergli regalato quelle cose prima che avesse portato a termine il suo lavoro. Questa particolarità è probabilmente dovuta a un'antichissima tradizione orale, dato che gli stessi temi si ritrovano presso il ciclo arturiano.
Esiste anche una storia in cui Puck rivela che gli abiti che gli sono stati offerti rappresentano il salario che pone fine al suo periodo di penitenza.

### Ritratto psicologico

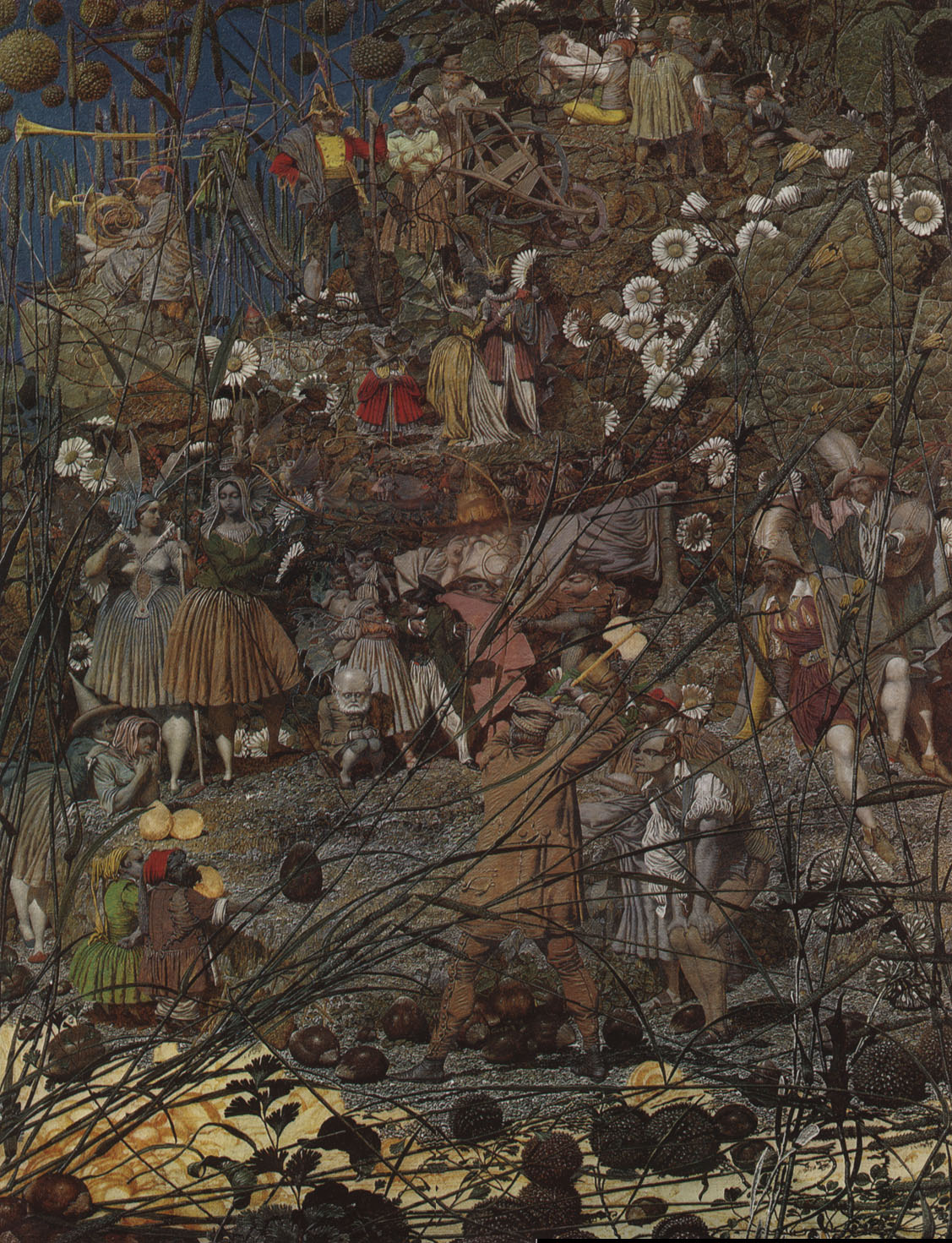
Fairy Feller's Master-Stroke, olio su tela realizzato da Richard Dadd tra il 1855 e il 1864, conservato alla Tate Gallery a Londra

I folletti sono molto incostanti, da cui il nome folletto («folle», «pazzerello»): possono rendere molteplici servizi un giorno e commettere le peggiori stupidaggini l'indomani. La loro asocialità è conosciuta nel Medioevo poiché Maria di Francia narra di un folletto catturato da un contadino e pronto a donargli tutto ciò che voleva se non lo avesse mostrato alla gente.
La maggior parte sono furiosi quando gli uomini li osservano, la peggiore delle situazioni è quella in cui qualcuno rivolge loro la parola, e desidera da loro una risposta. Paul Sébillot e Henri Dontenville li considerano poco loquaci, Sébillot, aggiungendo anche che il folletto delle dune bretoni andrà a sfidare in un duello chiunque lo chiami. I folletti ardennesi prendono poco la parola, e sempre per lasciare dei messaggi sgradevoli, a punto tale che il folletto è diventato un sinonimo di misantropo e taciturno. In Piccardia due folletti buttano nell'acqua le persone che intendono fischiare.

### Capacità
Tutte le rappresentazioni sui folletti attribuiscono loro delle capacità magiche, come quella di predire il futuro. I loro sortilegi sono particolarmente pericolosi nelle Ardenne. Un racconto molto conosciuto parla di un paesano vallone che tagliando il grano per ritirarlo prima della tempesta, vede il "nuton" del suo focolare domestico che lo aiutava trasportando una spiga alla volta. Infastidito poiché lo giudica un aiuto inutile, lo prende in giro. Il "nuton" esce dal suo silenzio e gli lancia questa maledizione:
(Raccolto da Jérôme Pimpurniaux)
La variante «Spiga dopo spiga ti ho arricchito, fascio dopo fascio ti rovinerò!» è citato da Albert Doppagne e soprattutto da Pietro Dubois, che ne fa il simbolo del legame tra il piccolo popolo e la natura, e dell'importanza di rispettarlo, aggiungendo che niente è mai acquisito o definitivo con loro. Nella parte successiva della rappresentazione in effetti, il paesano vallone perde tutti i suoi possedimenti e finisce in rovina. Una storia molto simile mette in scena un donanadl, folletto tirolese che, seduto tra le corna della più bella vacca della Grünalm ("la tutta verde", vallata delle Alpi tirolesi), vede il proprietario della mandria tentare di sottometterla. Egli lo maledice dicendo "la Grünalm sarà privata d'acqua ed erba, e poi ancora d'acqua!". Poco dopo, le sorgenti si inaridirono e l'erba non ricrebbe più.
I folletti possono anche rendersi invisibili, molto spesso grazie a un oggetto come un cappello o un mantello. Essi utilizzano i loro poteri a beneficio delle persone virtuose, come in un racconto di Acheux, comune della Piccardia, raccolto da Henry Carnoy, nel quale un gobbo aiuta una banda di folletti a conoscere l'ultimo giorno della settimana, i quali, per ringraziarlo, gli tolgono la gobba. Un altro gobbo avendo appreso il fatto incontra un altro gruppo di folletti e mischia i giorni: essi lo puniscono mettendogli un'altra gobba.
Un racconto fiammingo parla di folletti che si sono stabiliti in una cascina a Linden, che costruiscono una torre sopra una chiesa in un mese in cambio di un po' di nutrimento. Infine secondo le credenze, i folletti possono spostarsi molto più rapidamente degli uomini se si sentono in pericolo.

### Metamorfosi
La capacità a modificarsi e a cambiare di statura è una delle particolarità tra le più tipiche dei folletti negli scritti a loro soggetto. La capacità si trova anche presso i nani delle tradizioni popolari in stretta relazione con le credenze medioevali del doppio. Il loro ritratto psicologico (taciturni, non amanti dell'essere visti...) spiega che la maggior parte del tempo sembrano essere di piccola statura.
Mentre, è probabile che in epoche più lontane, in caso di minaccia i folletti possano crescere istantaneamente e affiancare una correzione al loro aggressore. Gli autori dei testi medioevali avrebbero sdoppiato il folletto originale dal folklore in un piccolo e debole nano, sempre visto in anteprima, e il suo protettore. Ne è un esempio la canzone di Dieudonné de Hongrie. I folletti assumono anche le sembianze degli animali, e si mutano in oggetti. Le loro metamorfosi animali sono varie, includendo soprattutto il cavallo e la rana, poi il gatto ed il serpente. Delle tracce dei geni della casa adorate sotto forma di serpenti sono presentati da epoche molto remote in Europa, l'animale condividendo un tratto in comune con il folletto, che è l'amare il latte.
Il folletto ha ugualmente la capacità di cambiare gli altri in animali in particolare in equini: nel XIX secolo, un "sotre di Lorena" avrebbe trasformato un contadino in un asino. Un certo numero di testi, tra i quali i Vangeli di Tife, legano il folletto pazzerello al folletto comune dicendo che quest'ultimo appare spesso sotto forma di una piccola luce.

### I cangianti
Come le fate, alcuni folletti si dice che rubino dei bambini umani dalle culle e li sostituiscono con uno di loro, scambiandoli. Quest'ultimo ha delle volte l'aspetto di un bambino folletto, altre volte l'aspetto di un folletto molto vecchio. Per proteggersi dai furti, vengono citati molti metodi, uno dei quali è quello di acconciare il bambino con un berretto rosso che tradizionalmente è riservato ai bambini nati morti.
Il folletto, credendo il bambino già morto, si suppone non importuni il bambino. Un racconto lorenese racconta di una madre che sequestra il berretto rosso, ritrovato ai piedi della culla del suo bambino scomparso, e se ne serve per scambiarlo in cambio di soldi. Un racconto datato 1885, nel Morbihan, narra di una fata serva che guida una banda di folletti rubando i beni e i bambini degli abitanti. Una madre, dubitando che suo figlio fosse stato scambiato, pose dodici uova intorno alla pietra del suo focolare e vide i cangianti ridere e poi dire "ho quasi cent'anni, ma non ho mai visto così tanti tuorli bianchi".

## Legami con il focolare
Verdurenette, Verduret

La nuit font toute la besogne

pendant que dorment les bergers.»
Verdurenette, Verduret

di notte fanno tutto il lavoro

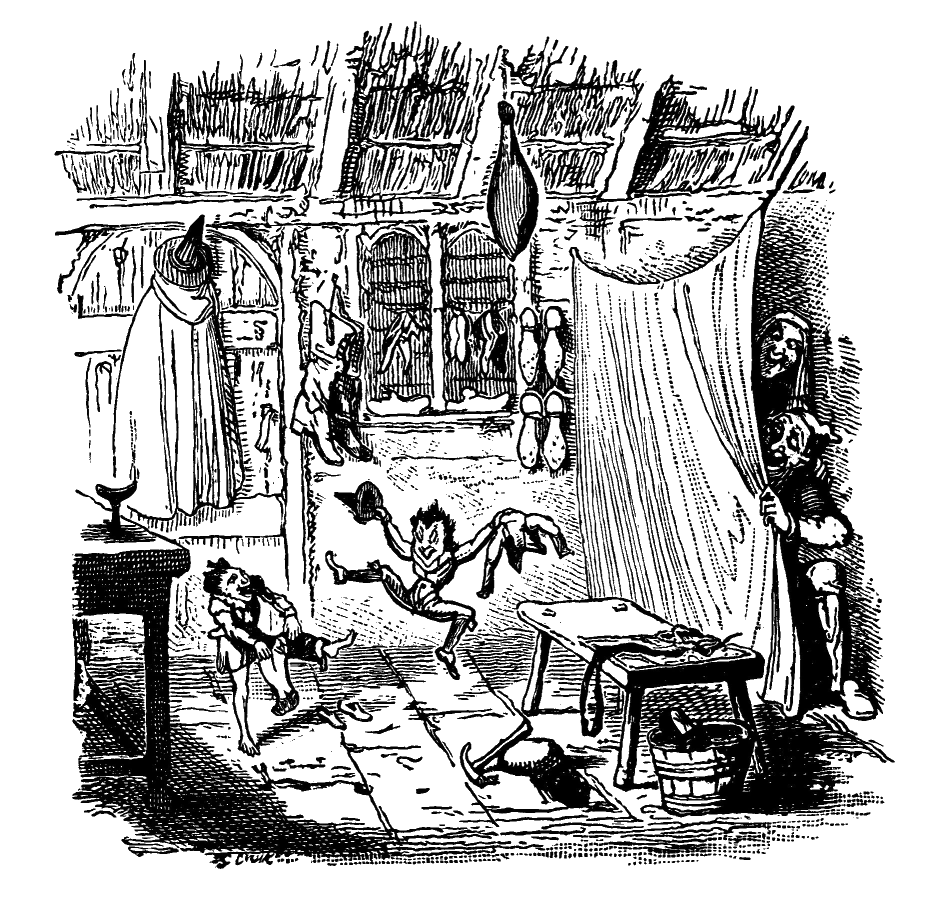
Illustrazione anonima (1915) delle fiabe dei Grimm

mentre i pastori dormono.»
(Raccontino raccolto da Émile Jaques-Dalcroze, Chansons populaires romandes: Chanson à la lune, La ronde des petits nains)
Secondo la credenza, il "folletto del focolare" viveva in origine nella natura (degli abitanti sotterranei sotto le colline, nei boschi o dentro le radici dei grandi alberi) e scelse di stabilirsi in un'abitazione umana (generalmente una cascina) per mettersi al servizio dei suoi abitanti, causando a volte dei problemi, e giocando, di notte, nel camino. Sono chiamati "folletti domestici" o "folletti che fanno il lavoro di valletti", secondo Jean de la Fontaine. Il nome servo alpino, risalente al XIX secolo, proviene da questa funzione.

### Compiti svolti dai folletti

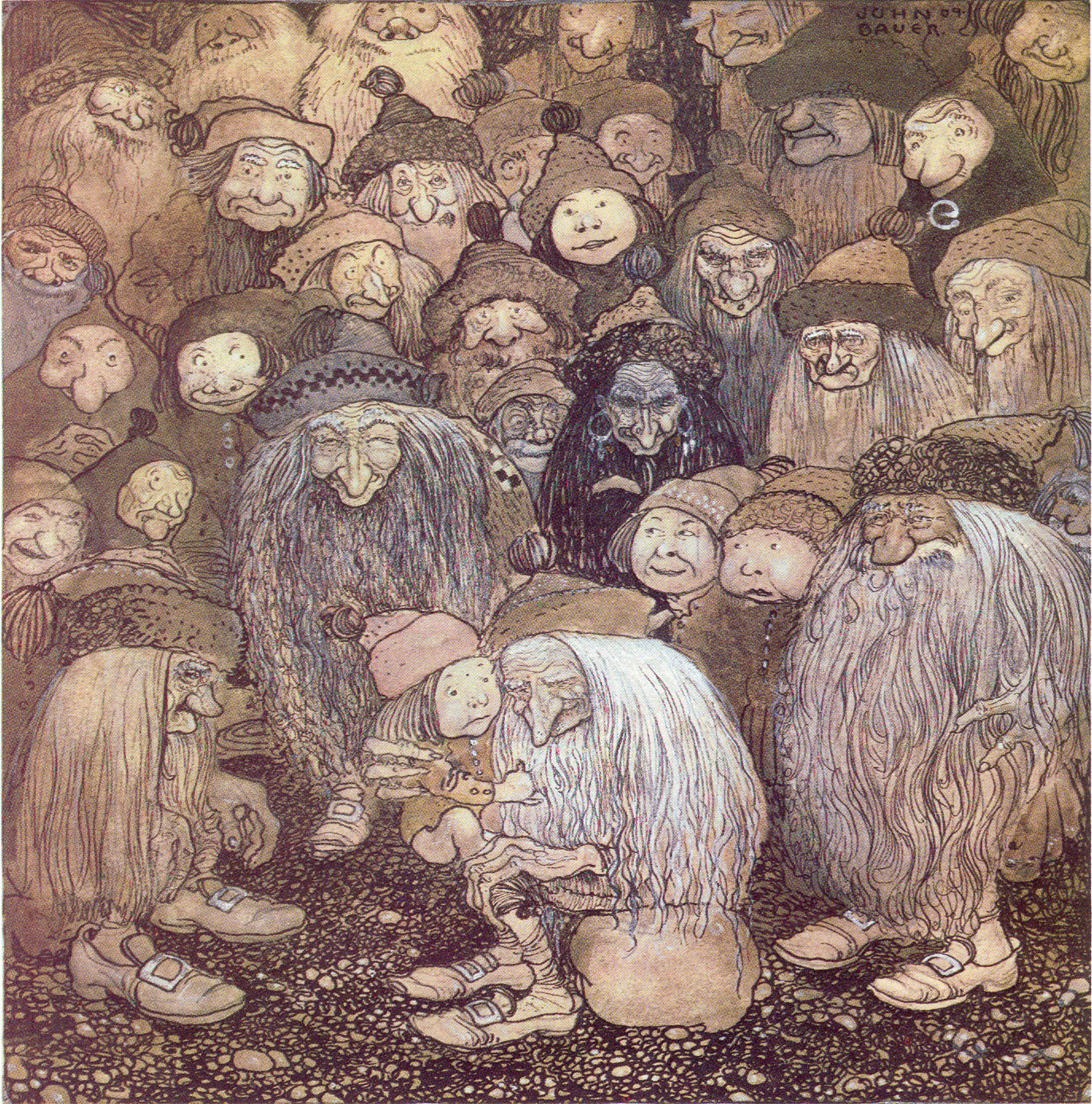
Tomtes, equivalente scandinavo del folletto, visto da John Bauer (1909)

I folletti del focolare si occupano di una varietà di lavori in particolare per i cavalli da cui si prendono grande cura, ma anche per i bovini. I sotri Volschi curano il bestiame cambiando la loro lettiera e dando alle vacche un foraggio appetitoso; il folletto della lingua svizzera ruba agli altri fili di erba fresca per darli alla loro mucca preferita, e in bassa-Bretagna, Teuz-ar-pouliet, lo sbarazzino del mare, anche il bidone del latte.
I folletti sorvegliano, proteggono e tengono la propria casa nella quale gli abitanti gli rivolgono un grande rispetto, cucinano, consolano i bambini tristi, in poche parole si occupano di tutte le faccende domestiche del focolare con un'estrema efficienza, molto più grande di quella degli uomini. Essi possono sottomettersi a più persone, non escono e non si mostrano che la notte, e non dormono mai, da cui il proverbio francese "egli non dorme non più di un folletto". Essi frequentavano le caverne e i soffitti, il sotto dei letti e gli armadi, e rovistavano tutto a contatto con gli oggetti in ferro.
I testi riportano che essi si nutrono di rane arrostite, ma benché essi reclamano unicamente del cibo in cambio dei loro servizi. La maggior parte del tempo, si tratta del latte (delle volte rappreso) o delle pappine a base di latte. L'amore smisurato del latte è il solo dettaglio alimentare che permette di riconoscere a colpo sicuro il folletto.

### Metodi per scacciarli
Questa relazione con gli abitanti del focolare non è mai data per scontata. Molto suscettibile, il folletto è attento al minimo segnale di mancanza di rispetto e si rivolta in un momento contro le persone che prima serviva. Egli può anche difendersi ferocemente: un racconto di Plouaret riporta che un carrettiere ubriaco sfidò una sera il folletto della stalla, credendo che gli facesse una concorrenza sleale.
L'uomo viene ritrovato il mattino impazzito, con la risata del piccolo essere che risuona nella sua testa e le membra tremanti. Infine, il folletto è una delle cause potenziali degli incubi. Questi sono i motivi per cui le persone desiderano a volte scacciare i folletti dai loro focolari con molteplici metodi oltre al tradizionale uso di oggetti quali l'acqua santa e le preghiere cristiane. Uno dei metodi più classici consiste nel piazzare un recipiente pieno di cereali fini (nella regione di Alvernia si tratta di miglio, piselli o le ceneri, secondo Paul Sébillot) sul cammino del folletto: se li rovescia egli è costretto a rimetterli a posto prima dell'alba e prima del canto del gallo e non tornerà più. Un altro metodo, conosciuto per sbarazzarsi di quelli che infastidiscono le ragazze a partire dal XV secolo, è di arrivare a disgustarli. Les Évangiles des quenouilles parlano di portare del pane con sé. Il folklore belga consiglia di accovacciarsi su sterco in posizione di defecazione, e mangiare una tartina in questa posizione. Il folletto esclama disgustato qualcosa come: «Ah! Ti cakes èt magnes» («Ah! tu defechi mentre mangi») e se ne va per sempre. La gran parte dei folletti è conosciuta per la sua reazione di orrore di fronte a ciò che evoca i bisogni naturali. È per questo che, nel Ducato di Limburgo, li si evitava prima di stendere il letame.
Una storia belga parla di una giovane fanciulla infastidita da un folletto e dei suoi genitori che posano dei gusci d'uovo intorno a lei riempiti di ramoscelli. Vedendoli il folletto dice: «Ho visto i boschi della Bastogna, i campi della Frèyir, ma non ho mai visto tanti vasi mischiati» e partì per sempre. Alcuni folletti del focolare possono vendicarsi dei tentativi fatti per scacciarli rovinando tutti gli arredamenti. In un racconto di Saint-Philbert-du-Pont-Charrault, una donna si sbarazza dei folletti che vengono presso il suo atrio riscaldando il treppiedi sul quale si posano. Più tardi la fata Mélusine rimpiazza uno dei figli della donna in sua assenza per vendicarli. I paesani hanno cercato sempre di catturare dei folletti. Un metodo del Québec consiste nello spandere della farina fine per terra e seguire le tracce che hanno lasciato fino al luogo in cui si nascondono durante la giornata.

## Legami con l'acqua
Il folletto acquatico risalente al XIII secolo, apparendo in Huon de Bordeaux, la Chanson de Gaufrey e la Geste de Garin di Monglane. Malabron è un ottimo rappresentante, tutto come il Klabautermann dei paesi tedeschi. Senza dubbio perché essi sono i più primitivi, sono anche i più negativi nei racconti a loro soggetti, in particolare all'epoca medioevale.
La loro apparenza è poco dettagliata e sono reputati per la loro antropofagia. Se i nani della leggenda arturiana sono quasi senza rapporti con l'acqua, altri mostri più o meno legati ai folletti sono presenti. Il Chapalu, felino acquatico nemico del re Arturo, è descritto come il re dei folletti e Christine Ferlampin-Acher lega il gatto nero del lago di Losanna, menzionato nella Vulgate Merlin, come una bestia acquatica capace di cambiare di corporatura fino a diventare un diavolo gigantesco, a un avatar di folletto generato da leggende celtiche. I giri preferiti dei folletti, al di fuori del focolare, sono quasi tutti i giorni in rapporto con le sfide e l'acqua: se gli hozier delle Ardenne e il popolano Fersé dell'Alta Bretagna attirano gli uomini nell'acqua per prendersi gioco senza gravità, i Pie-Pie-Van-Van della Meuse, e altri, cercano a annegarli.
Un tipo particolare sono quelli noti nell'Italia centrale come "Folletti malducati" (con l'elisione vocalica nella seconda sillaba), la cui origine folklorica è da rilevarsi nelle tradizioni nord-atlantiche (Islanda, Irlanda, Scozia). Il loro legame con l'acqua dipende dal fatto che all'origine del mondo si convinsero che il loro destino sarebbe stato quello di essere trasformati in grandi fiumi famosi. Le cose andarono diversamente, e da allora i folletti malducati nutrono un'avversione terribile contro tutto ciò che procura ad altri soddisfazione, serenità, gioia e divertimento. Sono degli instancabili guastafeste e ovviamente odiano i fiumi e il rispetto che gli umani hanno per essi. La cosa che più li fa soffrire, e perfino ammalare, è vedere gli umani fare offerte ai fiumi (si dice, infatti, che siano praticamente scomparsi dall'India). Invece, godono quando vedono gli umani inquinare le acque. Sono loro a suscitare le inondazioni inducendo gli umani a costruire dighe, argini e ponti nei luoghi sbagliati. I folletti malducati si distinguono fisicamente da tutti gli altri folletti per il colore della pelle, interamente grigia, e per i lobi inferiori delle orecchie, a punta rivolta verso il basso. Sono privi di organi genitali (hanno l'inguine piatto e coeso; urinano dall'ano, come gli uccelli). Hanno un pessimo olfatto ma, grazie alle punte delle loro orecchie, che funzionano come antenne, sono dotati di un ottimo udito (lo sfruttano per carpire i segreti di cui gli umani parlano tra loro). Usano portare i capelli (sempre grigi) lunghi e unti con grasso di foca. Non gli crescono i baffi, ma di solito portano un pizzetto che si sviluppa in una lunga treccia, anch'essa grigia e unta col grasso, che cala quasi fino a terra. In generale, non emettono un buon odore. Spesso tendono a coprire gran parte del corpo con tatuaggi dai colori sgargianti, per nascondere il loro grigiore.
Paul Sébillot cita qualche folletto acquatico positivo, come il piccolo buon uomo rosso della parte dieppoises, che guarda i fili dei peccati. I giri preferiti del folletto, al di fuori del focolare, sono quasi tutti i giorni in rapporto con gli equidi e l'acqua: se l'"hozier delle Ardenne" e il "cavallino Fersé dell'alta Bretagna" attirano gli uomini nell'acqua per farli divertire con dei giri senza gravità, i "Pie-Pie-Van-Van della Meuse" cercano di annegarli. Paul Sébillot cita qualche folletto acquatico positivo, tale il "piccolo buon uomo rosso di Dieppe", che protegge le lenze dei pescatori.

## Legami con i cavalli
Molti ricercatori hanno notato dei legami molto forti tra folletti e cavalli. Il cavallo, animale molto a contatto con gli uomini, è anche il più adatto alle trasformazioni dei folletti. Nella letteratura medievale Malambruno e Zefiro si trasformano frequentemente in cavalli. Il nano Frocin, che in una leggenda del XII secolo sussurra ai cavalli, verosimilmente discende dal folletto.

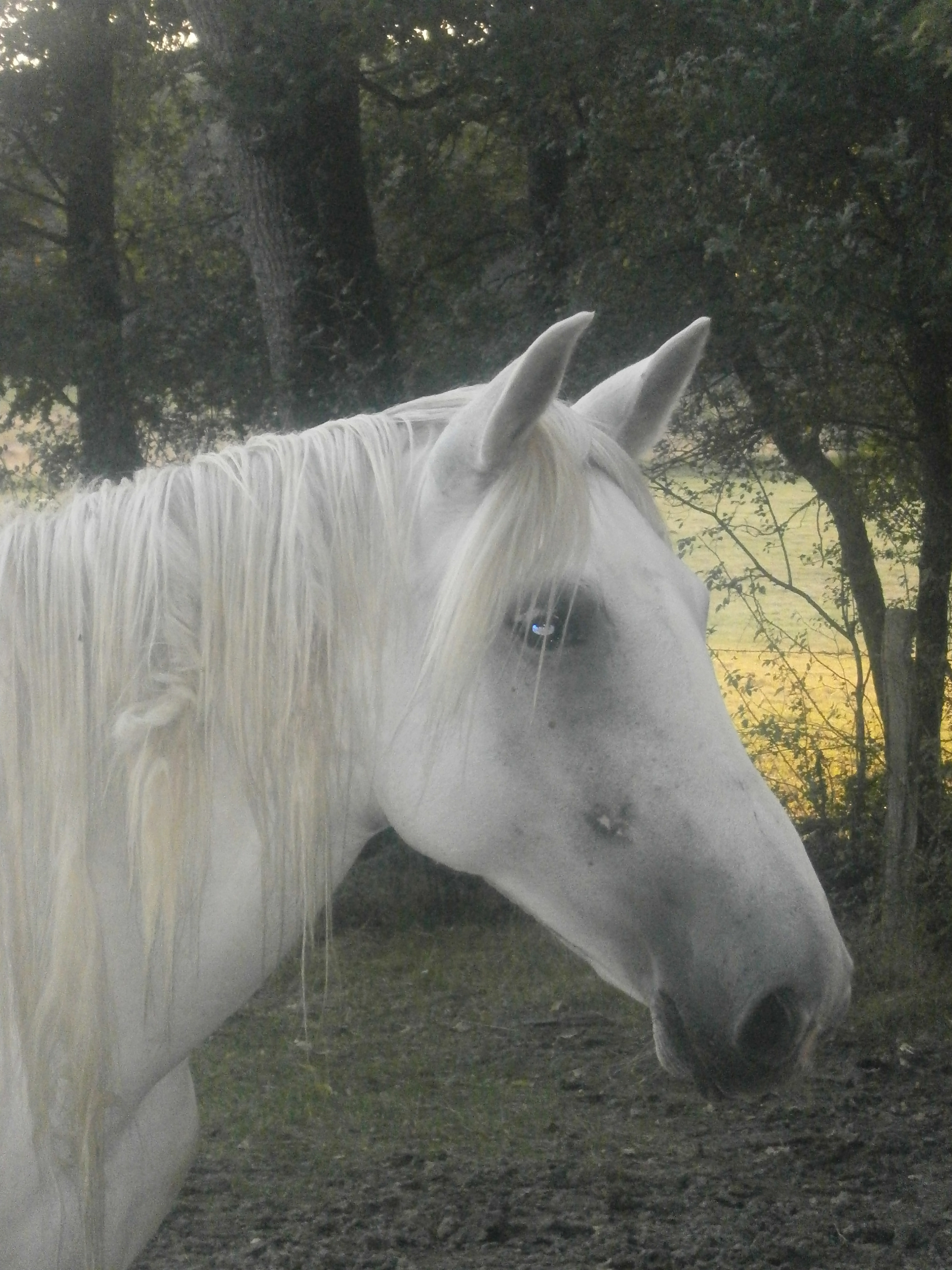
Un cavallo con un nodo «fatato» alla criniera, attribuito all'opera di un folletto.

Guillaume d'Auvergne afferma che al mattino il crine dei cavalli viene trovato intrecciato e coperto di piccole gocce di cera. François Le Poulchre aggiunge nel 1587 che un cavallo sporco, il giorno seguente può essere trovato pulito. Paul Sébillot fornisce numerose testimonianze: in Normandia il folletto porta i cavalli ad abbeverarsi; in Beauce e in Franca Contea li striglia e li nutre, rubando del fieno. In Normandia il folletto ruba le spighe d'avena più belle per darle ai suoi cavalli preferiti. L'elficologo Pierre Dubois cita numerose testimonianze di folletti che visitano le scuderie durante la notte e lasciano tracce del loro passaggio nelle criniere, che essi utilizzano per fare delle staffe e galoppare tutta la notte.
Paul Sébillot rivela che vicino alla Manica nel 1830 questa credenza è molto accreditata. I proprietari dei cavalli trovano le loro bestie coperte di sudore al mattino. Altre testimonianze simili si protraggono sino all'inizio del XX secolo. Col passare del tempo le testimonianze riportano che il cavallo da amico dei folletti diviene però loro vittima.
Le due credenze a volte coesistono. La soluzione migliore è scacciare i folletti con i metodi comuni. Le tradizioni canadesi dicono di costruire un cavallo finto che il folletto poi cercherà di cavalcare oppure di far sciogliere le trecce nel crine da una donna incinta. In Alta-Bretagna sono frequenti esorcismi, ma la popolazione non crede alle testimonianze di Sébillot: «Se si brucia il crine con un cero benedetto, il folletto non torna mai più, ma le bestie sono soggette a deperimento, per via della sua scomparsa».
Parallelamente «le sagome del folletto e del cavallo tendono ad unificarsi in un solo personaggio con il compito di far precipitare chi provi a cavalcarlo». Paul Sébillot riunisce così diverse testimonianze. Nelle isole anglo-sassoni Puck assume questa forma per spaventare la popolazione.

## Creature designate come folletti

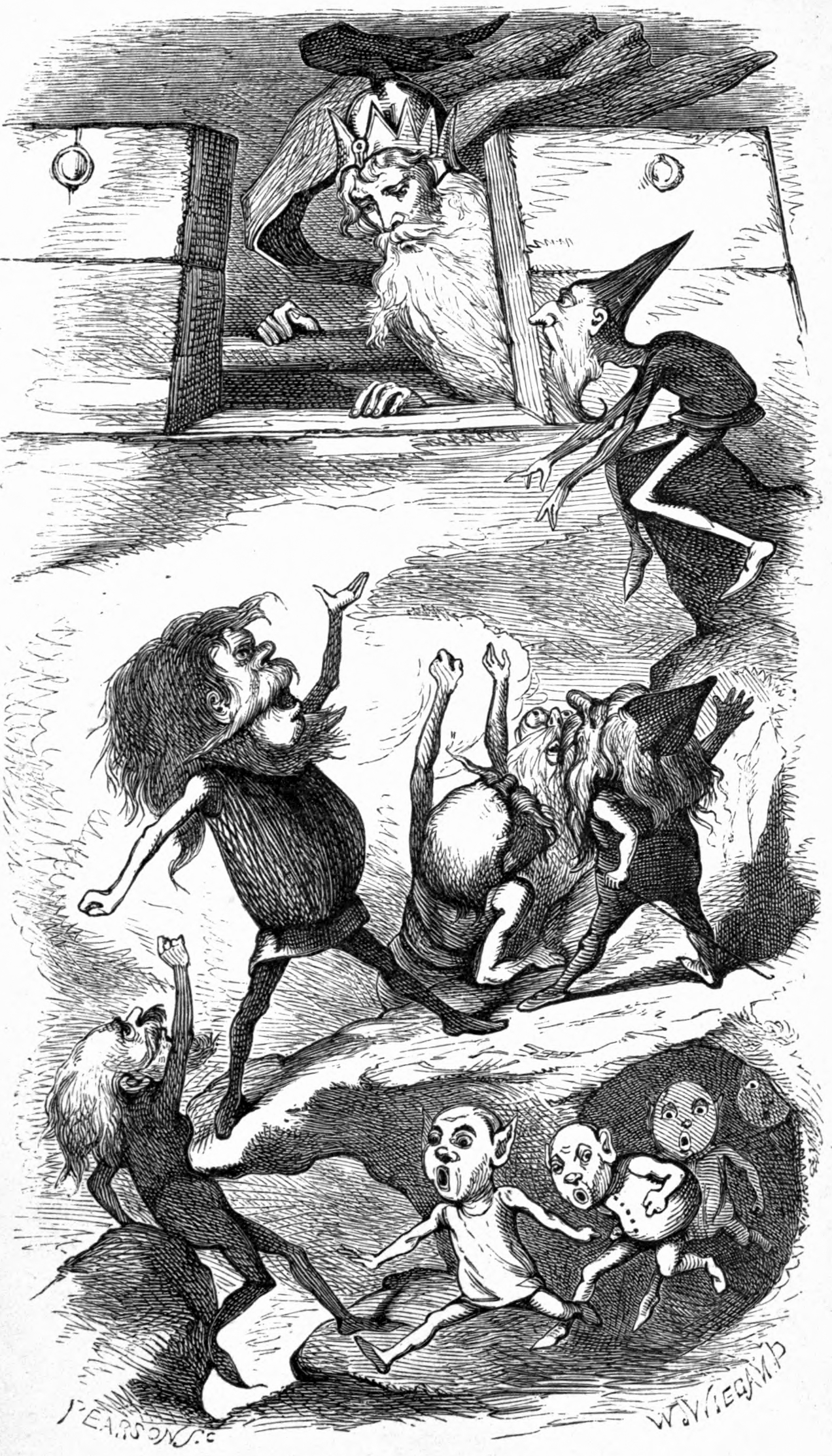
King Olaf and the Little People di Julia Goddard, 1871, pubblicato nel giornale Wonderful Stories from Northern Lands, nella quale si rielabora la saga Separata di Sant'Olaf indicando però gli elfi originali come folletti.

Paul Sébillot parla dei folletti come di una grande tribù e Anne Martineau ne conta 30000 specie soltanto in Francia. Nel 1292 se Pietro Dubois dice che la parole "folletto" designa comunemente l'insieme del piccolo popolo in Francia, insiste anche sul fatto che i folletti formano un'intera razza a parte, da non confondersi con i folletti di Vallonia e delle Ardenne francesi di cui l'habitat e le leggende sono differenti, né con i coboldi, né con i gobelins e gli gnomi distinti soprattutto per l'etimologia. La maggior parte degli scritti dei folletti sono specifici alla Francia e si trovano maggiormente in Bretagna, nelle Ardenne sulle Alpi e in Picardia, ma qualche testo ne evocano nella contea di Devon, nello Yorkshire, nelle Fiandre, in Germania e in Italia. Nel Berry e secondo George Sand, gli elfi sono soprattutto chiamati folletti.
Pierre Dubois include tra i folletti propriamente detti chorriquets, bonâmes, penettes, gullets, boudigs e bon noz di cui il ruolo è soprattutto di curare i cavalli e il bestiame e ci aggiunge la Bona d'Auvergne, che si traveste nel ruolo di cabrette. Altre creature sono qualificate degli elfi, come il fullettu della Corsica, che con la sua mano di stoppa e la sua mano di piombo si attacca alla gente sdraiata. In Provenza e in Languedoc, il Gripet e il Fantasti si occupano del bestiame e delle stalle. I Pirenei conoscono Truffandec, genio del focolare soprattutto notturno e diabolico, e il Paese basco il "laminak". L'Alsazia ha numerose storie dei elfi, come quella di Mikerlé nella valle di Guebwiller. La Svizzera usa il nome di folletto. Nell'Allier il folle fa degli scherzi villani, come lo gnomo del paese Poitevin. Il nome Fadet è attestato nella città di Vienna.

### In Bretagna

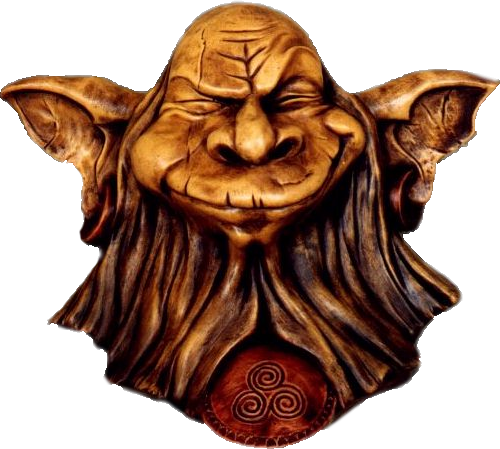
Il korrigan, «folletto di Bretagna», rinvia etimologicamente al nano (korr)

In Bretagna si distinguono diverse categorie di folletti, ciascuno associato a un luogo o a determinate caratteristiche. Esempi di nomi di folletti sono i korils, i kannerez, i korikaneds. Ultimamente sono chiamati tutti "korrigan". I folletti bretoni sono relativamente simpatici secondo Sébillot. Partecipano efficacemente ai mestieri domestici, preparano i pasti, si occupano dei cavalli. I folletti bretoni sarebbero potuti essere stati ammessi nelle chiese della bassa Bretagna, ma sono dispettosi.

### In Vallonia e Champagne-Ardenne
Il lûton delle Ardenne franco-belghe condivide la stessa origine con il folletto, ma le grotte, le caverne e i sotterranei sono l'essenziale del suo habitat secondo il folklore locale. Spesso sono misantropi e la loro origine è legata alla mitologia popolare, in particolare a quella del periodo gallo-romano. Altri folletti sono spaventosi e si manifestano sotto forma di fiamme, altri ancora, come "il mangiatore di ossa", vivono nei cimiteri.

### Nella Franca Contea, nelle Alpi ed in Svizzera
Ci sono folletti benevoli protettori del focolare e soprattutto del bestiame che egli guida in montagna. I paesani danno loro il primo latte del mattino per proteggersi dai loro raggiri. Nel Tirolo i folletti sono spesso rappresentati come anziani e vestiti di stracci e si pensa che vivano presso Hochfilzen e offrano molti servizi agli uomini. I paesani li ringraziano offrendo loro nutrimento negli chalet. Sono generalmente molto suscettibili se gli uomini dimenticano la loro razione di latte.

### In America del nord, soprattutto in Québec
La credenza verso i folletti ha invaso l'America del Nord con i coloni francesi e più in particolare la zona del Québec, dove hanno preso le sembianze di animali. Questi folletti sono o buoni o cattivi, possono controllare i fenomeni atmosferici. Essi inoltre detestano il sale, condividono la loro vita con i cavalli.

### In Spagna e in America Latina
Il folletto della tradizione iberica si chiama "duende" . Il folklore iberico è molto vasto e contiene varie "specie" di duende, alcune di tradizione locale come gli "iratxoak" nei Paesi Baschi e altri invece hanno un particolare comportamento come i diaños (diavoli) che sono dei proteiformi dispettosi che assumono l'aspetto di cavalli, mucche e anche bambini per spaventare contadini che si aggirano ad orari insoliti e per disorientare pastori che hanno perso il loro bestiame. 

#### America Latina
L'America latina ha tradizioni eterogenee per quanto riguarda i duendes. In alcune culture si crede che attirino i bambini nella foresta, nel Belize, nelle popolazioni creole e garifuna (afro-amerindi) c'è la "Tata Duende" che rappresenta degli spiriti della foresta, particolare per la sua mancanza di pollici. In Messico invece il duende si nasconde nelle pareti delle case, esce di notte per tagliare le unghie ai piedi dei bambini trasandati, talvolta sbagliando e rimuovendo dita intere. 

### In Nuova Caledonia
Gli autori francesi che studiano le tradizioni popolari della Nuova Caledonia, menzionano i folletti nella credenza dei "kanaks", per la quale la foresta è sacra.

### In Italia
Nel saggio di Charles Godfrey Leland Etruscan Roman Remains in popular traditions (1892), sono citate numerose invocazioni ai folletti rivolte dagli abitanti della "Romagna Toscana".
Nel romanzo Il Monte dei Folletti (2012), di Giordano Berti, i folletti che dimorano sull'Alpe di Monghidoro, al confine della Romagna Toscana, salvo restando le loro prerogative di esseri fatati, rispecchiano fedelmente le virtù e i difetti degli esseri umani.
Fra le voci che nel folclore d'Italia (a seconda delle fonti) possono corrispondere alla descrizione generica dei folletti, si possono citare:
- Aùra (Puglia)
- Barabén (var. Barabanén), Mazapécc e Sèltapécc (Appennino bolognese)
- Berbèch (provincia di Bergamo)
- Buffardello o Beffardello (provincia di Lucca)
- Cardinalen o Barabanén (Imola e dintorni)
- Cjalcjùt (Friuli)
- Culèis (Piemonte)
- Fajettu (Calabria meridionale)
- Fuddhittu e Mazzamareddu (Sicilia)
- Fulëtt (Piacentino)[5]
- Gnefro (Terni e Valnerina)
- Lauru (Puglia)
- Lenghelo (Castelli Romani)
- Linchetto (provincia di Lucca)
- Mazapégul (Romagna)
- Mazaròl Mazariòl, Massaruol o Massariòl (provincia di Belluno e Treviso)
- Mazzamurello (Marche)
- Mazzemarelle (Abruzzo)
- Munaciello (Napoli)
- Monachicchio (Basilicata)
- Pàpolo (provincia di Massa e Carrara)
- Ru Mazzamauriegliel o Mazzamauriell (Molise)
- Sarvanot (Piemonte - Valle Varaita)
- Sbilf (Carnia - Friuli)
- Squasc (Lombardia orientale)
- Sa Surtore (Sardegna)
- Salbanello e Salvanel (Veneto e Trentino)
- Scazzamurrieddhru (Salento) o Scazzamurrill (provincia di Foggia)
- Spremìngolo o Sprevéngolo (Marche centrali)
- Sprenaggio (Uscio - Valle del Recco)
- Tramontino (Valdarno superiore in Toscana)
- Tummà (tavoliere delle Puglie)

## Evoluzione delle credenze
I folletti sono conosciuti attraverso delle favole e dai racconti popolari. In queste creature c'è un'importante evoluzione: il Nettuno acquatico primitivo è visto come un demone pericoloso, ma il genio del focolare molto servile più che incostante e suscettibile, è l'archetipo del folletto. Secondo Claude Lecouteux dal Medioevo al Rinascimento il concetto di genio domestico è molto vivo ed è attribuita ai folletti la paternità dei viaggi sfortunati. Ultimamente le storie sui folletti sono diventate semplici leggende popolari.

### Medioevo
Una delle prime attestazioni di credenze nei confronti dei folletti è di Burcardo di Worms che, verso il 1007, parla di Pilosus e Satyrus, sorta di geni domestici che si manifestavano nelle cantine delle case, ai quali c'è l'usanza di offrire delle scarpe o degli archi di piccola taglia. È probabile che egli abbia cercato di chiamarli con nomi latini lasciando perdere i nomi volgari.
Nel 1210, Gervasio di Tilbury scrive in Otia Imperialia (Les Divertissements) un capitolo intitolato Sui fauni e sui satiri che forma la prima testimonianza dettagliata sul piccolo popolo medievale. Si parla di folletti chiamati nuiton in francese e portuns in inglese, nascosti sotto le spoglie di fauni, satiri e succubi. Questi esseri abitano con i paesani ricchi nelle loro case e non hanno paura né dell'acqua benedetta né degli esorcismi, questo li dissocia dai Diavoli. Essi assistono "le persone semplici e di campagna" e si occupano facilmente e senza sforzo dei lavori più umili.
Senza essere dannosi, possono deridere gli abitanti. Essi entrano nelle case di notte attraverso le porte chiuse e si riuniscono attorno al fuoco per mangiare degli stracci grigliati. Essi hanno tuttavia la brutta abitudine di aggrapparsi ai cavalieri inglesi che galoppano di notte, per condurli nel pantano, prima di fuggire ridendo. L'insistenza con cui Gervais de Tilbury afferma che i folletti sono generalmente inoffensivi e non si spaventano degli oggetti religiosi lascia supporre che questa opinione non debba essere associata alla sua epoca. Egli aggiunge che i demoni prendono l'aspetto dei Lari, ossia degli spiriti della casa.
La religione cristiana ha un'influenza non trascurabile sulla percezione dei folletti. La Chiesa tuttavia non arriva a sradicare queste creature discendenti dalla mentalità pagana, malgrado i suoi sforzi, né la credenza secondo la quale i defunti si trasformino in spiriti per continuare a manifestarsi. Claude Lecouteux riporta un testo didattico del XV secolo secondo il quale i goblin sarebbero dei diavoli inoffensivi, creatori di illusioni e fantasmi, che Dio lascia errare. Pierre Dubois evoca l'abbandono di un monastero domenicano nel 1402 a causa della presenza di un folletto in collera che non era stato possibile allontanare con nessuna preghiera.

### Tempi moderni
Le credenze durano dal 1586, quando Pierre Le Loyer, iniziò a parlare nei suoi testi di folletti. L'anno successivo François Le Poulchre stabilì una sorta di classificazione elementare dei folletti. Nello stesso periodo in Germania, Hinzelmann descrisse come un "koboldo tedesco" possa assomigliare al folletto francese. Nel 1615 un folletto apparve miracolosamente vicino a Valencia tutti i giorni tranne la domenica e le festività. Nel 1728 un francese di passaggio a Hechingen arrivò in città proprio nel momento in cui un'ordinanza aveva imposto di cacciare tutti gli spiriti cattivi della casa. Tutte queste prove testimoniano l'esistenza dei folletti in tutte le zone del mondo.

### XIX secolo

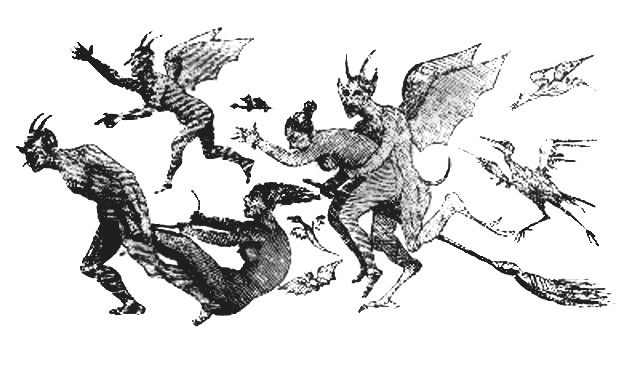
Illustrazione dei Farfadets di Alexis Vincent Charles Berbiguier de Terre-Neuve du Thym

Numerosi eruditi del XIX secolo continuarono a credere nei folletti. La relazione con i folletti non è tuttavia sempre semplice: alcuni autori francesi hanno manifestato nel tempo la loro ossessione e il loro combattere incessante contro queste creature considerate demoniache. Questi scrittori sono oggi considerati come i precursori del "fantastico" o archetipo del "folle" letterario.

#### Influenze dello spiritismo e della teosofia
La popolarità della dottrina spirituale e delle altre che ne sono derivate, come la teosofia, conducono a una nuova visione di questi esseri. Allan Kardec chiama «spiriti leggeri» tutti i «folletti, gnomi e fate» aggiungendo che sono «ignoranti, maligni, incoscienti e dispettosi». Nella sua autobiografia, la medium Lucie Grange afferma di avere un folletto domestico chiamato Ersy Goymko nel suo focolare, il quale assomiglia a un giovane uomo biondo di 22 anni.

#### Collezioni di campagna
La maggior parte delle numerose testimonianze del XIX secolo riguardano le campagne, grazie al lavoro della collezione effettuata dagli amanti del folclore. In Picardia, Henry Carnoy colleziona parte della letteratura orale a partire dal 1879, di cui una parte ha come tematiche i folletti. Paul Sébillot, autore del Folklore di Francia scrive all'inizio del XX secolo un'opera immensa nella quale i folletti sono presenti ovunque: «Nella legna, nell'acqua, nelle grotte e nelle case». Dalle sue collezioni in Bretagna, Anatole Le Braz riprende da sé testimonianze, fino all'epoca in cui ogni casa ha un suo folletto.

### XX e XXI secolo

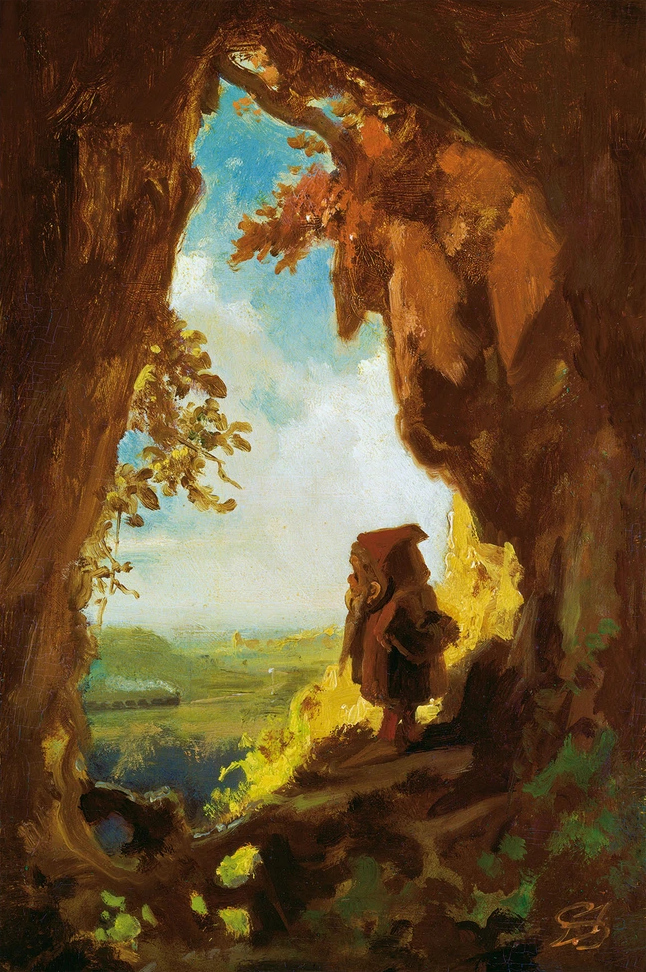
Gnomo che guarda passare un treno di Carl Spitzweg (1808–1885)

«J'aime mieux croire aux lutins qu'à vos cryptogames. Les lutins, au moins, on les a vus. »
-Charles Le Goffic, L'âme bretonne

Le credenze nei folletti perdurano nelle campagne all'inizio del XX secolo, approssimativamente fino alla Prima Guerra mondiale in Francia e fino agli anni venti in Québec. Léon Le Berre descrive nella sua opera Bretagna di ieri l'ultima parte della sua giovinezza, quando i paesani si liberarono dell'esistenza dei folletti. Negli anni settanta, Albert Doppagne raccolse la testimonianza di una donna vallona di 60 anni che affermava di avere visto i folletti correre sul davanzale della finestra della sua casa. In Savoia, nello stesso periodo, la credenza nei folletti era diffusa quanto quella relativa alle fate.
Il XX secolo corrispose perciò a una forte riduzione delle credenze popolari. Scomparvero anche gli antichi rituali, come quello di dare il primo latte della giornata ai piccoli esseri del focolare. L'industrializzazione degli anni 60-70 andò di pari passo con la scomparsa delle persone anziane, presso le quali potevano trovarsi numerose testimonianze sull'esistenza dei folletti; ciò compromise la diffusione delle leggende relative al piccolo popolo. In quegli anni, la credenza dell'esistenza dei folletti ricomparve sotto forma dei nani da giardino.
Gli adolescenti e i giovani si interessavano di più agli extraterrestri e ai fenomeni legati agli UFO che non ai folletti. Nel 1980 il folklorista Gary Reginald Butler collezionò delle informazioni sui folletti a Terranova e non ottenne come risposta dagli abitanti che un vago ricordo di avere sentito questa parola durante la giovinezza. Egli rilevava una confusione riguardo alla natura di questi esseri e concluse che la cultura televisiva degli anni ottanta influenzava le ultime credenze popolari dando ai folletti un'origine extraterrestre.
Negli anni 50, il folklorista Claude Seignolle riunì delle tradizioni popolari affini alle storie di folletti, ma fu soprattutto il lavoro di Pierre Dubois che rimise in luce le tradizioni legate ai folletti in Francia.
Ormai i folletti erano visti come gli operai di Babbo Natale per il quale essi fabbricavano dei giochi, allacciandosi così ai folletti della tradizione scandinava.

## Psicoanalisi e simbologia dei folletti

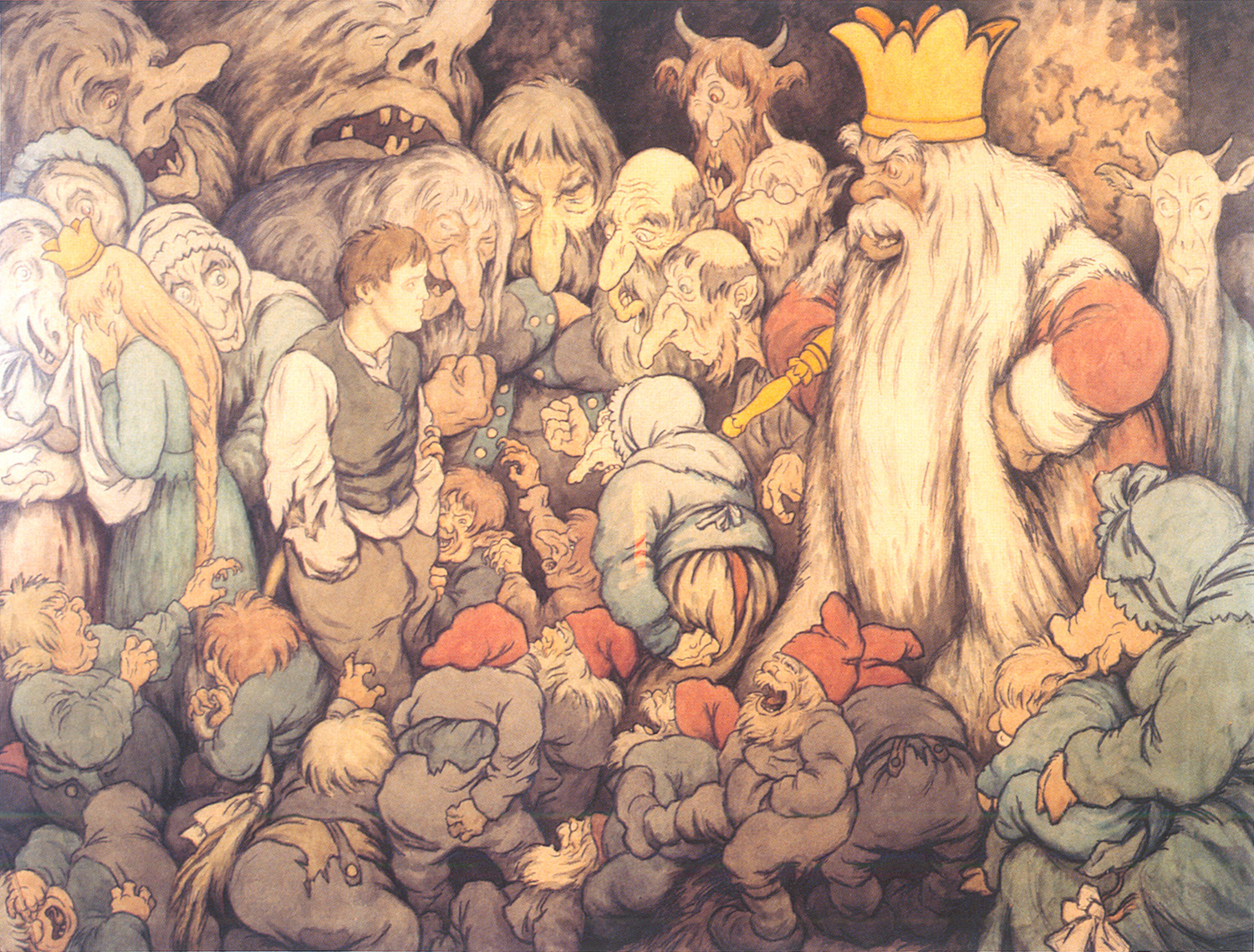
Scena di Peer Gynt di Theodor Kittelsen (1913). Il pezzo teatrale mette in scena numerosi folletti che conducono i personaggi principali a scoprire le loro verità interiori.

Per lo psicoanalista Carl Gustav Jung, gli gnomi e i folletti sono degli dei nani, simbolo di forza creatrice infantile che aspirano eternamente a passare dal basso verso l'alto. Possiedono dei numerosi tratti psicologici propri dei bambini, si mostrano giocherelloni, saggi o crudeli. Secondo la psicologia analitica, essi sono una delle manifestazioni simboliche dell'archetipo del bambino. Rappresentano ugualmente lo sviluppo armonioso e spontaneo della psiche. I personaggi folletti possono personificare la parte d'ombra che continua a vivere sotto la personalità cosciente e dominante.

## Storia letteraria e manifestazione dell'arte

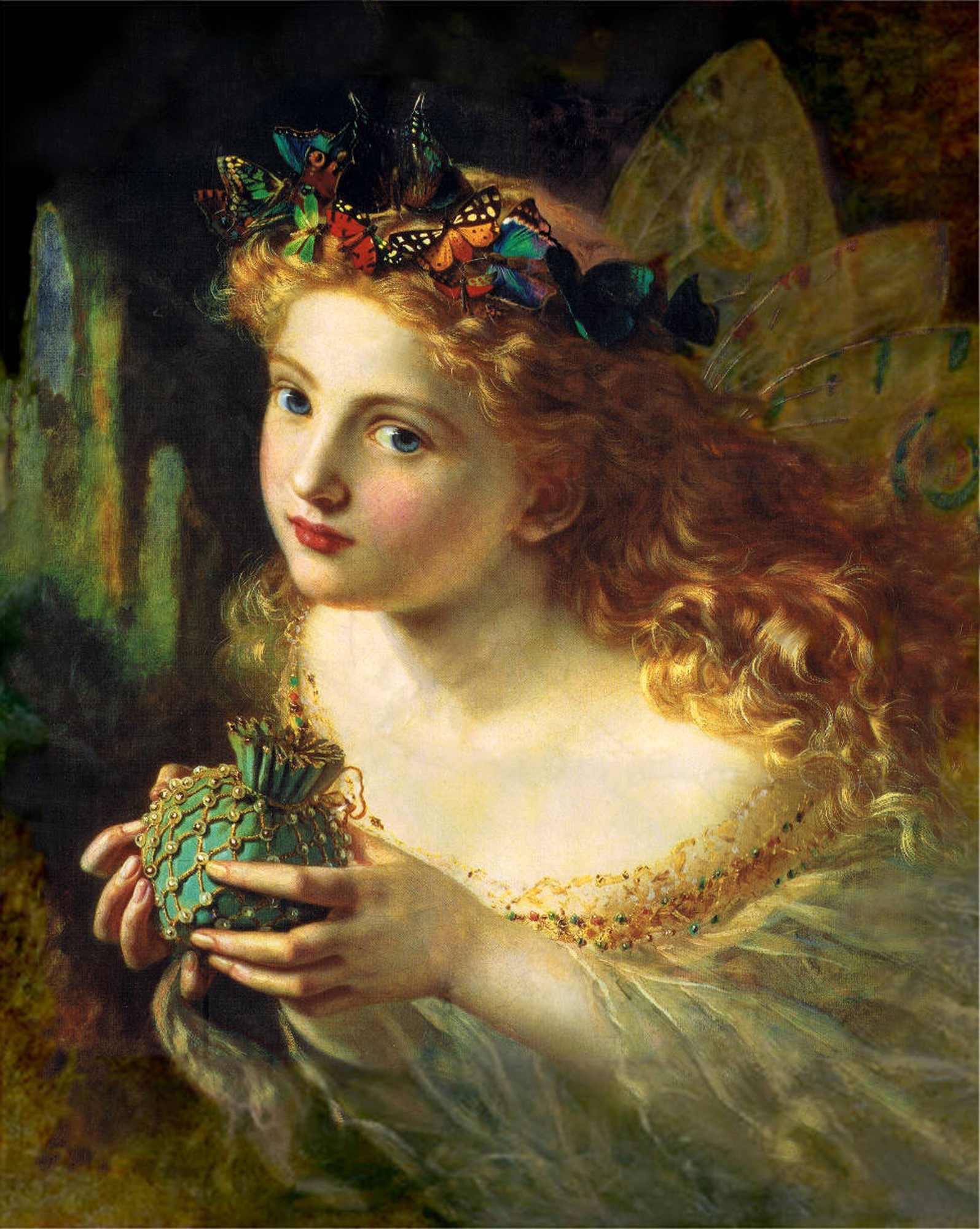
Pittura preraffaellita che rappresenta una fata. Take the Fair Face of Woman, and Gently Suspending, With Butterflies, Flowers, and Jewels Attending, huile sur toile, Sophie Anderson (1823 - 1903).

Il "folletto", nel XII e XIII secolo, è molto più raro nei racconti di quanto possano esserlo le fate e i maghi. Bisogna aspettare il rinnovamento della canzone delle gesta, ispirata dal ciclo arturiano, per far sì che prendano uno spazio importante e esercitino un vero fascino. Un certo numero di personaggi medioevali presentati come dei nani hanno le caratteristiche del folletto. Le caratteristiche del folletto originale tentano di cancellarsi sotto le piume degli attori medioevali così che si mettano al servizio di nobili e cavalieri per diventare i nani del romanzo arturiano.

### Malambruno
Malambruno, presente nella canzone di Gaufrey e di Huon de Bordeaux è somigliante ad un folletto che nuota più velocemente del salmone. È capace di prendere l'apparenza di un pesce a volontà, grazie alla pelle di cui si veste, e si rende invisibile con un mantello. Si scambia anche con un cavallo o con un bue, si copre di pelliccia, dotato d'occhi rossi e di denti appuntiti.

### Zefiro
Zefiro, personaggio del romanzo Perceforest scritto nel XIV secolo, è la prima immagine associata al folletto secondo Lecouteux, Ferlampin-Acher precisa che il personaggio è vissuto di elementi folkloristici e letterari: è presentato come un angelo talvolta buono e crudele, pietoso e spaventoso, all'inizio del romanzo assume dei ruoli prendendo la forma di un cavallo, di un uccello e di un cervo. Non esce che durante la notte e abita nel fango e nelle acque salate.

### Altre opere letterarie
Un caso celebre nella letteratura italiana è il Dialogo di un folletto e di uno gnomo, dalle Operette morali di Giacomo Leopardi (1827).